# 血之海滩
《血之海滩》（義大利語：Ecologia del delitto）是由馬里奧·巴瓦执导的1971年意大利铅黄砍杀电影。巴瓦与朱塞佩·扎卡里埃洛、菲利波·奧托尼和塞爾吉奧·卡內瓦里共同编写剧本，故事由達丹諾·薩凱蒂和佛朗哥·巴爾貝里创作。影片主演有克勞迪娜·奧格爾、路易吉·皮斯蒂利、碧姬·史凱、尼科萊塔·艾米和劳拉·贝蒂。卡羅·蘭博蒂负责创作影片中的特殊化妆效果。影片讲述了发生在湾区的一系列神秘谋杀案。
这部电影被认为是巴瓦最暴力的作品，其对血腥谋杀场面的强调对后来的砍杀电影子类型产生了巨大影响。2005年，《完全電影》杂志将《血之海滩》评为有史以来最伟大的50部恐怖电影之一。

## 剧情
在海湾豪宅中，坐轮椅的费德里卡·多纳蒂伯爵夫人被丈夫菲利波·多纳蒂攻击并勒死。不久之后，菲利波本人也被一名袭击者刺死，尸体被拖到海灣。警方调查后发现了一封伯爵夫人的遗书，但菲利波的谋杀案未被发现。
房地产经纪人弗兰克·文图拉和情人劳拉密谋占有这片海湾。在伯爵夫人拒绝将家和财产卖给他们后，这对情侣与菲利波合谋谋杀了他的妻子。为了完成计划，文图拉需要菲利波在一套法律文件上签字。然而，他们不知道菲利波已经被杀。
受到谋杀案的好奇心驱使，四个当地青少年杜克、鲍比、丹尼斯和布伦希尔德闯入看似荒废的豪宅，并被谋杀。布伦希尔德在湖中裸泳，随后被追赶并用大镰刀割喉。鲍比的脸被同一把大镰刀劈开。杜克和丹尼斯在做爱时被一根长矛双双刺穿。伯爵夫人的私生子西蒙，住在庄园内的一个单独的小屋里，是凶手。
在杀死菲利波后，西蒙现在与文图拉合谋，后者向他提供了一大笔现金，以换取他在相关法律文件上的签字。然而，当菲利波的疏远女儿雷纳塔出现时，她决心确保父亲的遗产归她所有，他们的计划遭到了潜在的破坏。寻找遗嘱未果，文图拉认为雷纳塔可能是合法继承人，敦促西蒙杀死他的继姐。
雷纳塔和丈夫阿尔伯特把儿子和女儿留在附近的一辆大篷车里，来到多纳蒂庄园内居住的昆虫学家保罗·福萨蒂的家。福萨蒂的妻子安娜告诉他们，菲利波是伯爵夫人之死的罪魁祸首，并说西蒙可能会最终拥有这片财产。雷纳塔不知道她有一个继弟，于是与丈夫计划谋杀西蒙。
在西蒙的船上发现了菲利波被撕裂和腐烂的尸体后，雷纳塔和阿尔伯特前往文图拉的房子。到达后，文图拉袭击了雷纳塔，但雷纳塔占据了上风，用一把大剪刀刺穿了文图拉的股動脈。保罗·福萨蒂目睹了这次袭击，试图打电话报警，但被阿尔伯特用电话线勒死。雷纳塔用斧头砍掉了安娜的头，以确保没有额外的目击者。
文图拉的合伙人劳拉到达，计划与他会面。当西蒙发现正是这对情侣与菲利波合谋杀害他的母亲时，他将劳拉勒死。他刚刚报了仇，自己就被阿尔伯特杀死。受伤的文图拉再次现身，但在一番短暂的搏斗后被阿尔伯特杀死。
阿尔伯特和雷纳塔知道现在没有其他活着的继承人，准备回家等待继承权的宣布，但他们被自己的儿子从大篷车里误以为是玩具枪的猎枪射死。儿子和女儿以为父母在装死，跑出去在海湾边玩耍。